# Prima Categoria Puglia 1964-1965
Il campionato di calcio di Prima Categoria 1964-1965 è stato il V livello del campionato italiano. A carattere regionale, fu il sesto campionato dilettantistico con questo nome dopo la riforma voluta da Zauli del 1958.
Questi sono i gironi organizzati della regione Puglia.

## Girone A

### Squadre partecipanti
| Club                      | Città                      |
| ------------------------- | -------------------------- |
| A.S.C. Acquaviva          | Acquaviva delle Fonti (BA) |
| U.S. Altamura             | Altamura (BA)              |
| U.S. Audace Cerignola     | Cerignola (FG)             |
| U.S. Bitonto              | Bitonto (BA)               |
| U.S. Conversano           | Conversano (BA)            |
| U.S. Garganica            | Monte Sant'Angelo (FG)     |
| U.S. Giovinazzo           | Giovinazzo (BA)            |
| U.S. Lucera               | Lucera (FG)                |
| A.S. Manfredonia          | Manfredonia (FG)           |
| U.S. Modugno              | Modugno (BA)               |
| Molfetta Sportiva         | Molfetta (BA)              |
| U.S. Noicattaro           | Noicattaro (BA)            |
| Pol. Ortanova             | Orta Nova (FG)             |
| A.S. Palo                 | Palo del Colle (BA)        |
| A.S. Pro Gioia            | Gioia del Colle (BA)       |
| U.S. San Giovanni Rotondo | San Giovanni Rotondo (FG)  |

### Classifica finale
|  | Pos. | Squadra              | Pt  | G   | V   | N   | P   | GF  | GS  |
|  | ---- | -------------------- | --- | --- | --- | --- | --- | --- | --- |
|  | 1.   | Conversano           | 50  | 30  | 22  | 6   | 2   | 54  | 18  |
|  | 2.   | Molfetta             | 46  | 30  | 18  | 10  | 2   | 44  | 16  |
|  | 3.   | Audace Cerignola     | 45  | 30  | 19  | 7   | 4   | 70  | 20  |
|  | 4.   | Giovinazzo           | 41  | 30  | 15  | 11  | 4   | 58  | 24  |
|  | 5.   | Bitonto              | 37  | 30  | 16  | 5   | 9   | 44  | 28  |
|  | 6.   | Pro Gioia            | 31  | 30  | 13  | 5   | 12  | 40  | 46  |
|  | 7.   | Acquaviva            | 30  | 30  | 12  | 6   | 12  | 57  | 29  |
|  | 8.   | Monte Sant'Angelo    | 30  | 30  | 11  | 8   | 11  | 24  | 33  |
|  | 9.   | Lucera               | 27  | 30  | 9   | 9   | 12  | 42  | 39  |
|  | 10.  | Manfredonia          | 26  | 30  | 11  | 4   | 15  | 40  | 64  |
|  | 11.  | Modugno              | 25  | 30  | 8   | 9   | 13  | 32  | 43  |
|  | 12.  | San Giovanni Rotondo | 25  | 30  | 10  | 5   | 15  | 26  | 43  |
|  | 13.  | Ortanova (-1)        | 23  | 30  | 10  | 4   | 16  | 47  | 43  |
|  | 14.  | Palo                 | 22  | 30  | 9   | 4   | 17  | 39  | 66  |
|  | 15.  | Noicattaro           | 13  | 30  | 4   | 5   | 21  | 22  | 66  |
|  | 16.  | Altamura (-1)        | 7   | 30  | 2   | 4   | 24  | 21  | 82  |
|  |      |                      | 478 | 480 | 189 | 102 | 189 | 660 | 660 |

Legenda:

 Ammesso alle finali regionali.
      Retrocesso in Seconda Categoria.
Note:

Due punti a vittoria, uno a pareggio, zero a sconfitta.
Altamura e Ortanova sono stati penalizzati con la sottrazione di 1 punto in classifica.

## Girone B

### Squadre partecipanti
| Club                         | Città                     |
| ---------------------------- | ------------------------- |
| A.S. Aradeo                  | Aradeo (LE)               |
| A.S. Casarano                | Casarano (LE)             |
| A.S. Francavilla             | Francavilla Fontana (BR)  |
| U.S. Galatone                | Galatone (LE)             |
| Pol. Ars et Labor Grottaglie | Grottaglie (TA)           |
| A.S. Leverano                | Leverano (LE)             |
| A.C. Manduria                | Manduria (TA)             |
| A.S. Martina                 | Martina Franca (TA)       |
| A.S. Mesagne                 | Mesagne (BR)              |
| A.S. Putignano               | Putignano (BA)            |
| A.S. Ostuni                  | Ostuni (BR)               |
| A.S. Pro Italia Galatina     | Galatina (LE)             |
| U.S. Squinzano               | Squinzano (LE)            |
| Pol. San Pietro              | San Pietro Vernotico (BR) |
| Scuole C.E.M.M.              | Taranto                   |
| A.S. Valenzano               | Valenzano (BA)            |

### Classifica finale
|  | Pos. | Squadra              | Pt  | G   | V   | N   | P   | GF  | GS  |
|  | ---- | -------------------- | --- | --- | --- | --- | --- | --- | --- |
|  | 1.   | Pro Italia Galatina  | 47  | 30  | 21  | 5   | 4   | 57  | 14  |
|  | 2.   | Martina              | 46  | 30  | 20  | 6   | 4   | 58  | 22  |
|  | 3.   | Manduria             | 37  | 30  | 12  | 13  | 5   | 34  | 22  |
|  | 4.   | Grottaglie           | 33  | 30  | 13  | 7   | 10  | 36  | 32  |
|  | 5.   | Casarano             | 33  | 30  | 12  | 9   | 9   | 30  | 27  |
|  | 6.   | Mesagne              | 32  | 30  | 12  | 8   | 10  | 41  | 44  |
|  | 7.   | Putignano            | 29  | 30  | 10  | 9   | 11  | 31  | 33  |
|  | 8.   | Galatone             | 28  | 30  | 11  | 6   | 13  | 33  | 33  |
|  | 9.   | Francavilla          | 27  | 30  | 9   | 9   | 12  | 33  | 30  |
|  | 10.  | Leverano             | 26  | 30  | 9   | 8   | 13  | 42  | 40  |
|  | 11.  | Scuole CEMM          | 26  | 30  | 8   | 10  | 12  | 34  | 33  |
|  | 12.  | Squinzano            | 26  | 30  | 10  | 6   | 14  | 33  | 42  |
|  | 13.  | Aradeo               | 26  | 30  | 8   | 10  | 12  | 40  | 56  |
|  | 14.  | San Pietro Vernotico | 25  | 30  | 8   | 9   | 13  | 27  | 44  |
|  | 15.  | Valenzano            | 20  | 30  | 6   | 8   | 16  | 35  | 57  |
|  | 16.  | Ostuni               | 19  | 30  | 7   | 5   | 18  | 22  | 57  |
|  |      |                      | 480 | 480 | 176 | 128 | 176 | 586 | 586 |

Legenda:

 Ammesso alle finali regionali.
      Promosso in Serie D.
      Retrocesso in Seconda Categoria.
Note:

Due punti a vittoria, uno a pareggio, zero a sconfitta.

## Finale regionale
|                     | Risultati |                     | Luogo e data               |
| ------------------- | --------- | ------------------- | -------------------------- |
| Pro Italia Galatina | 1 - 0     | Conversano          | Galatina, 6 giugno 1965    |
| Conversano          | 1 - 0     | Pro Italia Galatina | Conversano, 13 giugno 1965 |
|                     |           |                     |                            |

### Ripetizione
In campo neutro.
|                     | Risultati |            | Luogo e data            |
| ------------------- | --------- | ---------- | ----------------------- |
| Pro Italia Galatina | 1-1       | Conversano | Taranto, 20 giugno 1965 |
|                     |           |            |                         |

|                     | Risultati |            | Luogo e data             |
| ------------------- | --------- | ---------- | ------------------------ |
| Pro Italia Galatina | 1-1       | Conversano | Brindisi, 27 giugno 1965 |
|                     |           |            |                          |

Pro Italia Galatina promossa in Serie D dopo lancio della monetina.